# Marie-Dominique Simonet
Marie-Dominique Simonet (Chaudfontaine, 18 november 1959) is een voormalige Belgische politica voor de cdH.

## Levensloop
Nadat ze in 1983 afstudeerde tot doctor in de rechten aan de Universiteit van Luik, was ze van 1983 tot 1989 advocaat aan het Bureau van Luik. Vervolgens werd ze actief op het ministerie van Financiën en in 1990 werd ze juriste. Ook werd ze actief bij de directie van de Port Autonome de Liège, waar ze in 1993 directrice op de dienst Economie en later directeur-generaal werd. Op 1 maart 1996 volgde ze Robert Planchar op als voorzitter van de haven.
In juli 2004 verliet Simonet eerder onverwacht haar voorzitterschap van de Port Autonome de Liège om namens het cdH minister van Onderzoek, Nieuwe Technologieën en Buitenlandse Relaties te worden in de Waalse Regering, die toen onder leiding stond van Jean-Claude Van Cauwenberghe. Ook werd ze minister van Hoger Onderwijs, Wetenschappelijk Onderzoek en Internationale Relaties en viceminister-president in de Franse Gemeenschapsregering onder leiding van Marie Arena.
In oktober 2006 was Simonet voor het eerst kandidaat bij een verkiezing, namelijk de gemeenteraadsverkiezingen in Esneux en was lijsttrekker van het cdH. Hoewel het cdH een erg goede score kreeg, werd de partij in de oppositie gezet en Simonet zetelde vervolgens als gemeenteraadslid in de gemeente. Bij de gemeenteraadsverkiezingen van 2012 was ze er cdH-lijstduwer en werd ze herkozen als gemeenteraadslid van Esneux. Ze bleef gemeenteraadslid tot in 2018 en was bij de gemeenteraadsverkiezingen van dat jaar geen kandidaat meer.
Bij de federale verkiezingen van 2007 stond ze tweede op de cdH-lijst voor de Kamer van volksvertegenwoordigers in de kieskring Luik en werd verkozen. Ze legde de eed af als Kamerlid, maar besloot echter niet te zetelen in de Kamer om minister te kunnen blijven. In juni 2009 werd ze verkozen in het Waals Parlement en in het Parlement van de Franse Gemeenschap en dit tot in juli 2009, toen ze minister in de nieuwe Franse Gemeenschapsregering onder leiding van Rudy Demotte werd.
In juli 2013 stopte ze echter vroegtijdig met haar ministerpost om gezondheidsredenen. Haar opvolger als minister werd partijgenoot Marie-Martine Schyns en Simonet werd, hoewel ze aan borstkanker leed, opnieuw Waals Parlementslid en volksvertegenwoordiger van de Franse Gemeenschap, twee mandaten die ze uitoefende tot in 2019. Van maart tot mei 2019 was ze nog cdH-fractieleidster in het Waals Parlement, na het ontslag van Dimitri Fourny.
Bij de verkiezingen van mei 2019 stond ze als laatste opvolger op de cdH-lijst voor het Europees Parlement, waarmee Simonet haar politieke carrière beëindigde. In juni 2019 werd Simonet lid van de raad van bestuur van verzekeringsgroep Ethias, als opvolger van de kort daarvoor overleden Jean-Pierre Grafé.

## Eretekens
- 2019: Grootofficier in de Leopoldsorde[5]